# Siegfried Köhler (Dirigent)
Siegfried Köhler (* 30. Juli 1923 in Freiburg im Breisgau; † 12. September 2017 in Wiesbaden) war ein deutscher Dirigent und Komponist.

## Leben
Nach seinem Studium an der Musikhochschule Freiburg, Hauptfach Harfe, und Aushilfstätigkeiten als Harfenist, Schlagzeuger und Korrepetitor an den Städtischen Bühnen Freiburg nahm Köhler 1941 ein Engagement am Theater Heilbronn an als Harfenist und Solorepetitor. Ab 1942 folgten drei Jahre Kriegsdienst. 1946 ging Köhler als Kapellmeister erneut nach Freiburg. 1952 wurde er dort Erster Kapellmeister. 1954 wechselte er an die Düsseldorfer Oper, die spätere Deutsche Oper am Rhein. Ab 1957 dirigierte er an der Oper in Köln, deren interimistische Leitung er 1962 als Stellvertretender Generalmusikdirektor übernahm wie zugleich auch die Leitung des Opernstudios an der Musikhochschule. Ab dem Jahre 1964 war er Generalmusikdirektor des Saarländischen Staatstheaters in Saarbrücken, wo er auch eine Professur für Dirigieren an der Hochschule des Saarlandes für Musik und Theater erhielt.
Zwischen 1974 und 1988 bekleidete er das Amt des Generalmusikdirektors am Hessischen Staatstheater in Wiesbaden. Danach wurde er Hofkapellmeister an der Königlichen Oper in Stockholm. Darüber hinaus gastierte Köhler international bei bedeutenden Orchestern.
Seine künstlerische Laufbahn ist dokumentiert durch Rundfunk- und Fernsehaufzeichnungen sowie Platteneinspielungen. Unter dem Titel Alles Capriolen, den auch eine von ihm komponierte Operette trägt, legte er 2003 seine Autobiographie vor.
Siegfried Köhler war neben Dame Gwyneth Jones, Catarina Ligendza, Siegmund Nimsgern und der ebenfalls verstorbenen Astrid Varnay Ehrenmitglied des Richard-Wagner-Verbandes Saarland.

## Werke

### Bühnenwerke
- Siebenschön (Ballett nach Ludwig Bechstein)
- Alles Capriolen (Operette)
- Sabine, sei sittsam (Musical nach August von Kotzebue)
- Old Germany (Musical)
- WirbelWind und WonneWolken (Revue-Oper)
- Ladies and Gentlemen (Musikalische Kriminalkomödie)

### Instrumentalwerke
- Humoreske für Harfe solo
- Tango, Vision für großes Orchester
- Leidenschaft, Tanzszene für großes Orchester

## Aufnahme
- Oscar Straus: Die lustigen Nibelungen. Mit Martin Gantner (Gunther), Daphne Evangelatos (Ute), Michael Nowak (Siegfried), Gerd Grochowski (Dankwart), Hein Heidbuchel (Volker), Gabriele Henkel (Giselher), Lisa Griffith (Kriemhild), Josef Otten (Hagen), Gudrun Volkert (Brunhilde), Christine Mann (Vogel). Kölner Rundfunkchor, Kölner Rundfunk-Sinfonie-Orchester, Siegfried Köhler (Dirigent). (Capriccio - C10753)[2]

## Auszeichnungen
- 1978: Bundesverdienstkreuz am Bande
- 1985: Bundesverdienstkreuz 1. Klasse
- 1987: Goethe-Plakette des Landes Hessen
- 1992: Ehrentitel „Königlicher Hofkapellmeister“, vom schwedischen König verliehen